# Такомський університет
Такомський Університет (UW Tacoma) — державний університет у Такомі, штат Вашингтон, США. Це університет у системі Вашингтонського університету. Кампус UW Tacoma відкрив свої перші класні кімнати в перепрофільованих складах у центрі Такоми в 1990 році та відкрив свій постійний кампус у 1997 році

## Історія
Після створення Державного коледжу Evergreen в Олімпії в 1967 році інтерес до додаткових можливостей вищої освіти в Саут-Саунді продовжував зростати. У 1986 році Координаційна рада вищої освіти запропонувала філії університетів Вашингтона та Університету штату Вашингтон. Такома та Ботелл були обрані як нові кампуси UW, і три місця були обрані для нових кампусів WSU: Ванкувер, Tri-Cities і Spokane. Початкова мета нових кампусів полягала в тому, щоб забезпечити подальшу освіту для зростаючої кількості студентів місцевих коледжів, а також студентів, які мають обмежений доступ до освітніх можливостей за програмами з «продемонстрованими регіональними потребами».
У вересні 1989 року Регентська рада Університету Вашингтона вибрала чотири ділянки-фіналісти для кампусу в районі Такома з 20 розглянутих ділянок: 79-акрів (32 га) ділянка в центрі міста, ділянка на вершині пагорба, територія, що прилягає до кампусу громадського коледжу Такоми, і сільська ділянка біля міжштатної автомагістралі 5 у Файфі. У березні 1990 року Рада регентів виключила об'єкти «Хіллтоп» і «Файф», тоді як менший об'єкт у центрі міста біля Юніон-Стейшн було додано до списку фіналістів. У листопаді 1990 року для постійного кампусу філії врешті-решт було обрано станцію Union Station
Такомський Університет розпочав заняття 1 жовтня 1990 року в історичній будівлі Перкінса в центрі Такоми. 8-поверхова структура була обрана частково через її місткість; протягом перших років UW Tacoma та будівництва постійного кампусу далі на південь, реєстрація включала максимум приблизно 401 молодшого та старшого. За цей час зовнішній вигляд центру Такоми та місцева репутація почали змінюватися.
Нинішній кампус відсвяткував своє довгоочікуване відкриття 29 травня 1997 року З моменту відкриття першого корпусу було відремонтовано кілька інших. Частина бібліотеки університетського містечка раніше служила трансформаторною будовою Snoqualmie Falls Power Company. Такі назви будівель, як Mattress Factory і West Coast Grocery, нагадують про раннє використання цих споруд. Транспортне сполучення в центрі міста було покращено завдяки доданню 1,6-мильної лінії легкої залізниці компанії Sound Transit Tacoma Link у 2003 році.
Восени 2006 року після кількох років вступу до бакалаврату лише для переведення, Такомський Університет прийняв перший клас першокурсників із трохи менш як 200 студентів. Такомський Університет планує продовжувати збільшувати реєстрацію та додавати додаткові будівлі. У березні 2011 року кампус відкрив відремонтовану будівлю Russell T. Joy Building, останню з колишніх знищених складських будівель уздовж межі кампусу Пасіфік-авеню. Кампус придбав Court 17 Apartments у 2016 році як гуртожиток, у якому зараз проживає 290 студентів. Станом на вересень 2016 року в кампусі навчалося 5000 студентів.
Студенти Школи мистецтв Такоми (SOTA) використовують простір класу UWT для своїх гуманітарних уроків. Натомість університет використовує художні ресурси SOTA для вечірніх занять.

## Кампус
Кампус площею 46 акрів розташований на схилі пагорба на південній околиці центру міста Такома, звідки відкривається вид на порт Такома та гору Реньєр. Розташований в історичному районі Юніон-Стейшн, UW Tacoma відреставрував столітні цегляні будівлі, побудовані підприємствами, які залежали від залізниці наприкінці 1880-х і на початку 1900-х років. Університет отримав архітектурні нагороди за перетворення цих будівель на сучасні аудиторії. У дизайні кампусу UW Tacoma вшанував традиції Північно-Тихоокеанської залізниці та її роль у створенні міста Такома.
На східній стороні кампусу навпроти Пасіфік-авеню розташовані Історичний музей штату Вашингтон, Художній музей Такоми, чудово реконструйована станція Union Station і Дитячий музей Такоми. На північній стороні Музею історії штату Вашингтон розташований Скляний міст Чіхулі. Скляний міст Чіхулі — це пішохідна доріжка, яка перетинає міжштатну автомагістраль 705 і веде до Музею скла.

## Академіки
Такомський Університет пропонує 60 спеціальностей для бакалаврату та 15 програм магістратури, включаючи магістратуру та докторантуру. Ступені пропонуються в семи школах університету та одному інституті:
- Школа освіти
- Школа інженерії та технологій
- Інститут інновацій та глобальної взаємодії
- Школа міждисциплінарних мистецтв і наук
- Мілгардська школа бізнесу
- Школа медсестер і лідерства в галузі охорони здоров'я
- Школа соціальної роботи та кримінального правосуддя
- Школа міських студій

## Студентське життя

### Гуртожиток
Студентське житло на кампусі пропонується в UW Tacoma's Court 17 Residence Hall. В гуртожитку проживає 290 студентів.
Студентський Y центр університету є результатом співпраці між Такомським Університетом та ХАМЛ округів Пірс і Кіцап. Y — це об'єкт площею 73 000 квадратних футів, який включає зони для відпочинку та фітнесу, спортивний зал, встановлений національною асоціацією студентського спорту, обладнання для кардіо- та силових тренувань, криту доріжку та роздягальні. Заклад також є студентським центром, де розміщено приміщення студентської організації, приміщення для програмування та проведення заходів, а також студентську вітальню та соціальні простори.

### Публікація
The Ledger — це незалежна студентська газета університету. Він публікує восьмисторінкове видання щопонеділка протягом осінньої, зимової та весняної навчальної чверті та публікує вміст онлайн.

## Видатні випускники
- Ерік Бароне, розробник відеоігор, відомий завдяки грі Stardew Valley
- Пет Маккарті, аудитор штату Вашингтон і колишній керівник округу Пірс
- Доун Моррелл, медсестра та колишній член палати представників Вашингтона